# ميخائيل كوركيا
ميخائيل كوركيا مواليد 10 سبتمبر 1948، كان لاعب كرة سلة جورجي. بدأ مسيرته الاحترافية في سنة 1965. مثّل منتخب بلاده. شارك في دورة الألعاب الأولمبية الصيفية سنة 1972. اعتزل اللعب في 1979.

## الإنجازات
- الدوري السوفيتي الممتاز لكرة السلة (1): 1968

## سجل المنافسة
شارك في المنافسات التالية:
- بطولة أمم أوروبا لكرة السلة 1971
- بطولة أمم أوروبا لكرة السلة 1975
- بطولة أمم أوروبا لكرة السلة 1977

## روابط خارجية
- ميخائيل كوركيا على موقع الاتحاد الدولي لكرة السلة (الإنجليزية)
- ميخائيل كوركيا على موقع سبورتس رفرنس (الإنجليزية)
- ميخائيل كوركيا على موقع أوليمبيديا (الإنجليزية)